# Sayada-Lamta-Bou Hjar
Sayada-Lamta-Bou Hjar (àrab: صيادة لمطة بوحجر, Ṣayāda Lamṭa Bū-Ḥjar) és una delegació de Tunísia a la governació de Monastir, formada pels llocs de Sayada, Lamta i Bou Hjar, situats una quinzena de quilòmetres al sud-est de la ciutat de Monastir. Els tres pobles formen un continu, amb Lamta situada més al nord, Sayada al sud i Bou Hjar a l'oest de la darrera. La delegació tenia 22.290 habitants el 2004, dels quals 12.500 vivien a Sayada, 5.500 a Lamta i 4.000 a Bou Hjar.

## Economia
L'economia es basa principalment en la pesca, l'artesania i algunes indústries manufactureres.

## Història
A Sayada i Lamta (Leptus Minus) s'hi han trobat restes de poblament púnic i romà, però no posterior, segurament perquè foren abandonades després de la invasió vàndala.
A Cité El-Karaïa s'hi ha trobat un sarcòfag amb una ornamentació excepcional i al sud de Sayada, al turó de Sidi Abdessalam, hi ha diversos pous d'època romana i probablement s'hi podrien trobar alguns mosaics.
A Soukrine, a l'extrem sud de la delegació, s'hi ha trobar una basílica cristiana amb un magnífic mosaic.
La zona fou progressivament repoblada per musulmans de les zones veïnes.
El 25 d'abril de 1966 les tres municipalitats foren unides en una única municipalitat, però posteriorment es van tornar a separar, el 29 de març de 1985.

## Administració
És el centre de la delegació o mutamadiyya homònima, amb codi geogràfic 32 63 (ISO 3166-2:TN-12), dividida en quatre sectors o imades:
- Sayada Est (32 63 51)
- Sayada Ouest (32 63 52)
- Lamta (32 63 53)
- Bou-Hjar (32 63 54)

Cadascun dels tres nuclis constitueix una municipalitat independent.